# Фрейлєх
Фрейлєх або в множині Фрейлєхз, (від їд. פֿרײלעך  «веселощі»,  їд. Freylekh, Freylekhs) — єврейський ашкеназький весільний (також і на бар міцве) танець. Один із найпопулярніших єврейських народних танців. Виконується як одиночним танцюристом, так і необмеженою кількістю учасників. Стиль фрейлехс, як і більшість клезмерского репертуару, — бессарабського чи молдавського походження. За радянських часів найвідомішою єврейською мелодією став різновид мелодії для фрейлеха під назвою «Сім-сорок».

## Опис

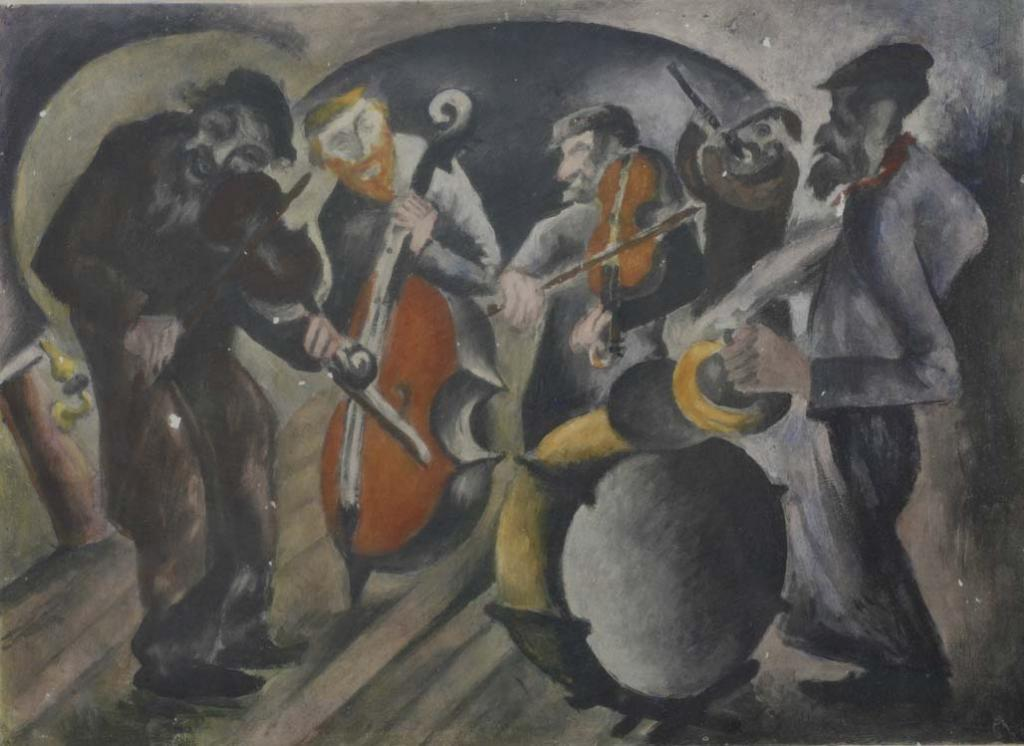
Ісаак Бер-Рибак - Музиканти, 1917

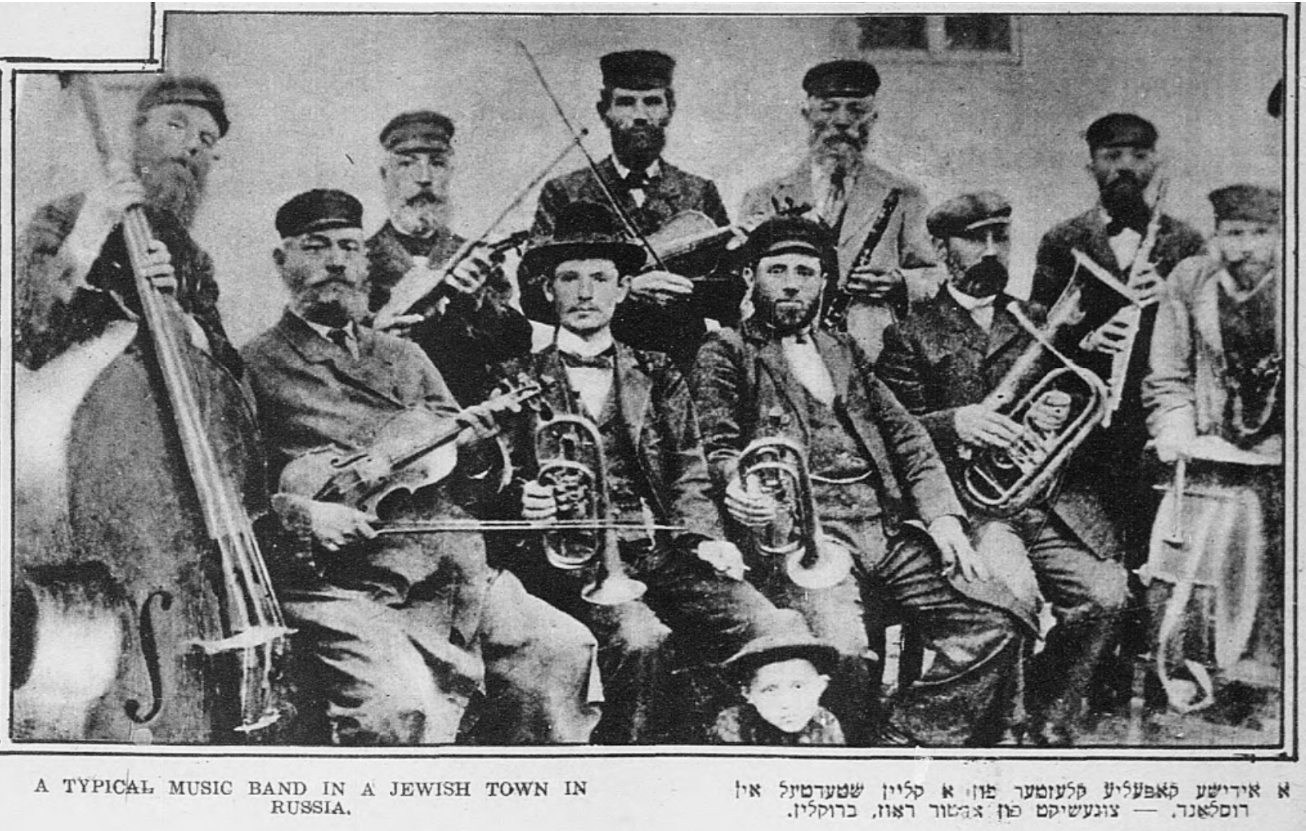
Клейзмер-бенд з містечка Форвець, 4 березня 1923 року

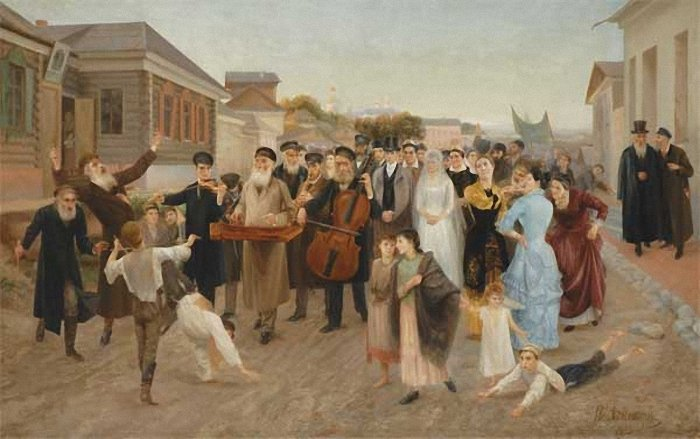
Ісаак Аскеназій — «Єврейське весілля»

У разі кількох учасників танцюристи беруться за руки або кладуть руки на плечі один одному та танцюють, зазвичай утворюючи коло, хоровод.
Інші назви фрейлехса — редл («кухоль»), караход («хоровод»), дрейдл («юла») та подібні назви, що нагадують про хоровод. Деякі особливо вправні танцюристи можуть виходити на середину кола.
Темп танцю може бути швидким чи повільним.
Танцюється в тактовому розмірі 8/8 = 3/8 + 3/8 + 2/8, тобто на ритм "раз-два-три, раз-два-три, раз-два". Вважається, що щей ритмічний малюнок, що стосується руху тільки ніг, згодом перейшов у модний танець середини і кінця XX століття твіст.
За визначенням М.Береговського:
«Фрейлехс – це колективний танець із необмеженою кількістю учасників, які беруться за руки або кладуть один одному руки на плечі та танцюють у колі, хороводі, але його можна танцювати і соло.
Фрейлехс має різні назви: «hopke» (гопак), «redl» (коло), «karahod» (хоровод), «drejdl» (юла), «kajlexiks» (коло), «rikudl» (танець) та ін. Танець не має стійкого темпу, його темп коливається від moderato до presto. У колі зазвичай танцювали в помірно швидкому темпі, але якщо серед учасників танцю були люди похилого віку, фрейлехс грали в більш повільному темпі.
Мелодика фрейлехів різнилася залежно від темпу. Розмір фрейлехса завжди дводольний.
За формою це розміри (за рідкісними винятками) з 8 та 16 тактів.
Переважна більшість фрейлехів дво- та триколінні. Слід зазначити, що різниця між формами двох-і триколінних п'єс, тобто схемами аб і аба, було скоріше теоретичним, так як у музичній практиці клезмерів воно не мало жодного значення — під час танцю кожен фрейлех повторювався нескінченну кількість разів, і кожна його частина — 2 (а іноді й 4 рази). Тому важко було визначити, коли коліно є початком, а коли кінцем. Для того, щоб танцюристи знали, що музиканти закінчують танець, вони зазвичай завершували його (як і всі танці) такою формулою: у весільній метушні та шумі подібна канонізована кінцівка була необхідна.
Рідше можна зустріти фрейлехс у складній тричастинній формі. У значній кількості творів, близьких до фрейлехсу, ми помічаємо схему, яка зустрічається надзвичайно рідко: абсб. Для цієї схеми характерно те, що третє коліно (с) частіше всього звучить в іншому порядку або в іншій тональності. Кінець третього коліна завжди готує модуляцію в основний лад. Для фрейлехів, побудованих за цією схемою, типова ще одна риса: перші чотири такти третього коліна складаються здебільшого з одного звуку (найчастіше основного тону): він займає по дві чверті у перших двох тактах, а у третьому та четвертому тактах – по одній чверті (іноді восьмими).
Часом замість одного звуку звучить мотив, що складається з основного тону; у перших двох тактах він займає по півтори чверті, у третьому та четвертому тактах – по одній восьмій. Подібний початок п'єси має надихаючий характер, він ніби провокує, підбурює танці. Якщо третє коліно у цій схемі не має такого вступу, то мелодія перших тактів обов'язково йде звуками більшої тривалості.
Клезмери грали з великою експресією, та й самі фрейлехс здатні були змусити слухача зірватися з місця, пуститися в танець і віддатися цілком радісній хвилині...
Відповідно до етнографічних спостережень, саме інструментальна музика була стрижнем весільної церемонії; вона супроводжувала найважливіші моменти весілля: зустріч та проводи гостей, обряд усадження нареченої, хода до вінця та повернення, запрошення до столу, саме застілля і так далі. Імпровізації для Kale-bazeh («усадження нареченої»), фрейлехс "in der hupe" ("до вінця") і "fun der hupe ("від вінця"), награші, різні дійни, скочні, фрейлехс, що супроводжують трапезу; заздоровні, застільні та вуличні наспіви, якими проводжали гостей; прощальні ("добраноч") та "будьте здорові"»

## Різновиди
- Фрейлехс є найпростішим і найпопулярнішим типом танцювальної мелодії клезмера. Часто використовується більш проста мелодія, що виконується в розмірі 2/4, але призначена також для групових хороводів. Залежно від місця розташування цей базовий танець також міг називатися редль (коло), хопке, караход («хоровод», буквально білоруський переклад російського «хоровод»), дрейдль, рікудль тощо[4][5][6][7]
- «Шер» (їд. Sher, "Ножиці») — «танець кантора» у розмірі 2/4. М.Береговський, який писав у 1930-х роках, зауважив, що, незважаючи на те, що танець дуже часто виконували, грали на великому просторі, території, і що він підозрював, що він сягає корінням давнього німецького танцю. Цей танець продовжував бути популярним у США навіть після того, як інші складні європейські клезмерські танці були забуті. У деяких регіонах музичний термін «шер» може бути синонімом до «фрейлєх»[8][9].
- «Скотшне»(їд. Skotshne) — вважається, що це більш складний фрейлех, який можна грати не обов'язково для танцю.
- «Дойн» (від румунського «Дойна») — інструментальна форма вільної форми, запозичена з румунської пастушої пісні «дойни». Хоча в Румунії та Молдові існує багато регіональних типів дойни, єврейська форма, як правило, простіша, з мінорною темою, яка потім повторюється в мажорній тональності, за якою зазвичай йде фрейлех. Волехль — споріднений жанр.
- «Таксім» (їд. Taksim, від османської/арабської Taqsim), — це фантазія вільної форми на певний мотив, прикрашений трелями, руладами, тремоло тощо; таксім зазвичай закінчується фрейлєхом. В ХХ сторіччі жанр в основному забувся і був замінений дойною.
- «Hopke», «гопак», інші українські народні пісні та танці, перероблені на єврейський манір. Наприклад,  така п'єса-танець як «козачок», був здавна поширений у єврейському середовищі, хоча «шер» та «фрейлехс» більш специфічні танці... Оскільки «козачок» широко існував серед євреїв,... виконувався єврейськими народними музикантами на єврейських весіллях і становив частину їхнього репертуару.

## Дивись також
- Клейзмер
- Ніґґун
- Брацлавські хасиди
- Рош га-Шана
- Іудаїзм
- Дервіші
- Духовні практики
- Бар Міцве
- Єврейське весілля
- Медитація
- Імпровізація
- Хасиди
- Євреї в Україні